# Jacques Drogue
Jean Jacques Drogue, dit Jacques Drogue, né le 6 juillet 1858 à Lyon (1er arrondissement), et mort le 31 décembre 1901 à Lyon (6e arrondissement), est un peintre, illustrateur et graveur sur bois français, proche du style Art nouveau.

## Biographie

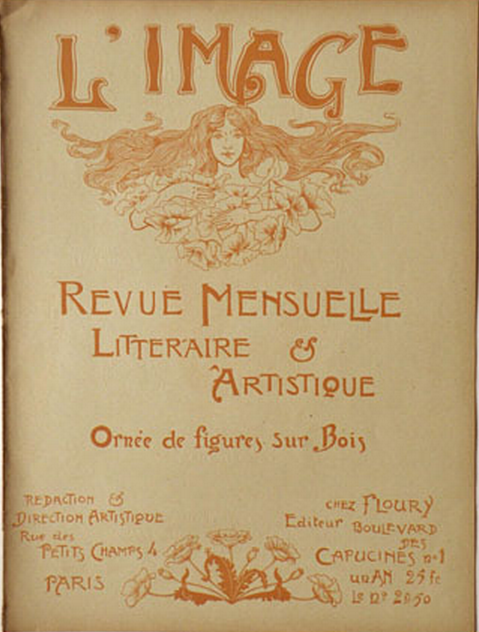
L'Image en mais 1897.

Jacques Drogue intègre en 1884 l'École des beaux-arts de Lyon, où il étudie sous la direction de Jean-Louis Loubet (1841-1903). Sa première exposition a lieu à Lyon en 1884, il est qualifié de pastelliste.
Il se rend ensuite à Paris, où il s'inscrit à l'Académie Julian, aux cours de Gustave Boulanger et Jules Lefebvre, deux amis proches de Rodolphe Julian, ce qui situe cette période avant 1888.
Il semble qu'il commence à travailler pour le Mercure de France dès 1896, réalisant des dessins et des ornements, aux côtés, entre autres, de Charles Doudelet.
En mai 1897, la revue d'art L'Image lui commande la couverture ainsi que l'ensemble des vignettes et fleurons du numéro, éléments décoratifs mentionnés comme issus de la gravure sur bois : en principe, Drogue fait donc partie de la Corporation française des graveurs sur bois[réf. nécessaire], fondée en 1896.
En 1899, il exécute les ornementations du recueil des Chants nationaux de tous les pays, édité chez Charavay Mantoux et Martin, et contenant des adaptations musicales de Samuel Rousseau et des aquarelles de Job, illustrant les notices signées Georges Montorgueil, ces deux derniers avec lesquels ils collaborent ensuite à un autre album, Les Trois Couleurs, publié également chez Charavay l'année suivante. Pour cet éditeur, Drogue compose les illustrations de La Revanche de Nadège signé Dupin-Durbic. Tous ces ouvrages destinés à la jeunesse sont édités sous cartonnage suivant des modèles dessinés par Drogue.
En février 1902, le Mercure de France signale la disparition de Jacques Drogue en ces termes : « Jacques Drogue vient de mourir à Lyon, prématurément emporté par une maladie de cœur. Il était bien connu des artistes et des lettrés, parmi lesquels il comptait de nombreuses sympathies. Il avait exposé au Champ-de-Mars des paysages et s'était occupé d'art décoratif ; nos lecteurs n'ont sans doute pas oublié les vignettes qu'il donna jadis au Mercure. »